# Marianne Langkamp
Marianne Langkamp (Enschede, 27 januari 1971) is een Nederlandse politica voor de Socialistische Partij (SP).
Zij begon haar politieke carrière binnen de afdeling Groningen. Zij was daar onder meer afdelingsvoorzitter en lid van de gemeenteraad, waar zij jeugdbeleid, onderwijs, zorg en maatschappelijke opvang in haar portefeuille had. Ze zette zich in het bijzonder in voor het terugdringen van de wachtlijsten in de jeugdzorg.
Namens de SP is zij op 22 november 2006 gekozen als lid van de Tweede Kamer. Langkamp studeerde Slavische taal- en letterkunde en was in 1998 nr. 6 op de SP-kandidatenlijst voor de Tweede Kamerverkiezingen. De SP haalde 5 zetels, en Langkamp werd aangenomen als fractiemedewerkster, waar zij zich eerst met onderwijs, cultuur en wetenschappen bezighield, en later met binnenlandse zaken en minderhedenbeleid. In 2006 stond ze op positie 23 op de kandidatenlijst van de SP.

Marianne Langkamp is sinds 1999 woonachtig in Den Haag.
- Parlement.com: vhfq2rp29cx0